# 1518
1518. је била проста година.